# Kosta Tomašević
Kosta Tomašević (en serbio: Коста Томашевић); (Stari Banovci, Reino de Yugoslavia; 25 de julio de 1923-Belgrado, Yugoslavia; 13 de marzo de 1976) fue un futbolista yugoslavo que jugó en la posición de delantero.

## Carrera

### Club
Aunque en sus primeros años jugó en el BSK Belgrado en las categorías menores, fue en el Estrella Roja de Belgrado que tuvo sus mejores años, anotando 370 goles en 340 partidos, y ayudó al club a ganar dos títulos de liga y tres copas nacionales, terminando como una leyenda del club entre 1946 y 1954.
Posteriormente pasaría a jugar en el FK Spartak Subotica en el que anotó 28 goles en 46 partidos y se retiró en 1956.

### Selección nacional
Participó con Serbia en tres partidos en 1945 y anotó un gol, y cuando se formó Yugoslavia al finalizar la Segunda Guerra Mundial participó en los Juegos Olímpicos de Londres 1948 y los Juegos Olímpicos de Helsinki 1952 donde obtuvo la medalla de plata en ambas ocasiones, además de participar en el mundial de Brasil 1950. Participó en 10 partidos con la selección y anotó cinco goles entre 1946 y 1951.

## Logros

### Club
- Primera Liga de Yugoslavia: 2

1951, 1952-1953
- Copa de Yugoslavia: 3

1948, 1949, 1950

### Selección nacional
- Fútbol en los Juegos Olímpicos

-  Medalla de Plata: 2

1948, 1952